# San Elijo Hills

San Elijo Hills es una pequeña comunidad planeada ubicada en el condado de San Diego en el estado estadounidense de California. San Elijo Hills se encuentra ubicada dentro de la ciudad de San Marcos cerca del Lago San Marcos y al sur de la Ruta Estatal de California 78 y al suroeste de Escondido. Su población en 2008 era de 9,770 personas.

## Geografía
San Elijo Hills se encuentra ubicada en las coordenadas 33°6′N 117°11′O / 33.100, -117.183.